# چشم‌های فرشته
چشم‌های فرشته (کره‌ای: 엔젤 아이즈; لاتین‌نویسی اصلاح‌شده: Enjel Aijeu) یک مجموعهٔ تلویزیونی محصول کره جنوبی با بازی لی سانگ یون و کو هه سون است. این مجموعه از ۵ آوریل تا ۱۵ ژوئن ۲۰۱۴، روزهای شنبه و یکشنبه ساعت ۲۱:۵۵ (کی‌اس‌تی) برای ۲۰ قسمت از اس‌بی‌اس پخش شد.

## خلاصهٔ داستان
یون سو-وان (کو هه سون) و پارک دونگ-جو (لی سانگ یون) اولین عشق یکدیگر بودند. چشم‌های یون سو-وان در یک تصادف رانندگی دچار کم‌بینایی می‌شود و در انتظار پیوند قرنیه است ولی یون سو-وان بخاطر حس عذاب وجدان این عمل را نمی‌پذیرد و می‌خواهد در تاریکی به سر ببرد تا اینکه پارک دونگ-جو متوجه مشکل سو-وان شده و به او کمک می‌کند. اکنون بعد از گذشت ۱۲ سال سو-وان به اورژانس پیش‌بیمارستانی پیوسته و دونگ-جو پزشک شده است. آنها دوباره یکدیگر را ملاقات می‌کنند، اما سو وان با یک جراح مغز و اعصاب به نام کانگ جی-وون (کیم جی سوک) نامزد کرده است...

## بازیگران

### اصلی
- لی سانگ یون در نقش پارک دونگ-جو/ دیلن پارک
  - کانگ ها-نول در نقش نوجوانی پارک دونگ-جو 
    - پزشکی باهوش و خونگرم که می‌خواهد از زنی که دوستش دارد محافظت کند. او در نوجوانی پس از مرگ مادرش بر اثر تصادف به آمریکا فرستاده شد.
- کو هه سان در نقش یون سو-وان/سی‌ینا یون[۴][۵][۶]
  - نام جی-هیون در نقش نوجوانی یون سو-وان[۷][۸]
    - زنی نابینا که در یک عمل جراحی بینایی خود را باز می‌گرداند و تصمیم می‌گیرد تا با تبدیل شدن به یک امدادگر اورژانس زندگی را با اشتیاق در آغوش بگیرد. او هنوز هم عشق اول خود را از ۱۲ سال پیش به یاد می‌آورد.